# Aulopus diactithrix
Aulopus diactithrix is een straalvinnige vissensoort uit de familie van draadzeilvissen (Aulopidae). De wetenschappelijke naam van de soort is voor het eerst geldig gepubliceerd in 2008 door Prokofiev.